# Classification de Thorne
La classification de Thorne est une classification des angiospermes, créée par Robert Folger Thorne en 1968, révisée en 1983, 1992, 2000, 2002 puis 2007. Elle a été utilisée seulement par la communauté scientifique. En réalité, il ne s'agit pas d'une seule classification, mais plutôt de deux, trois ou plus classifications différentes. Celle de 1992 est la plus connue : selon le site du professeur Reveal (1, 2, 3), sa composition est :
- classe Magnoliopsida  [= Angiospermes ]
sous-class Magnoliidae [= dicotylédones ancien ]
superordre Magnolianae
superordre Nymphaeanae
superordre Rafflesianae
superordre Caryophyllanae
superordre Theanae
superordre Celastranae
superordre Malvanae
superordre Violanae
superordre Santalanae
superordre Geranianae
superordre Rutanae
superordre Proteanae
superordre Rosanae
superordre Cornanae
superordre Asteranae
superordre Solananae
superordre Loasanae
superordre Myrtanae
superordre Gentiananae
sous-classe Liliidae [= monocotylédones ]
superordre Lilianae
superordre Hydatellanae
superordre Triuridanae
superordre Aranae
superordre Cyclanthanae
superordre Pandananae
superordre Arecanae
superordre Commelinanae

En détail :
- classe Magnoliopsida  [= Angiospermes ]
sous-classe Magnoliidae [= dicotylédones ancien ]
superordre Magnolianae
ordre Magnoliales
famille Winteraceae
famille Illiciaceae
famille Schisandraceae
famille Magnoliaceae
famille Degeneriaceae
famille Himantandraceae
famille Eupomatiaceae
famille Annonaceae
famille Aristolochiaceae
famille Myristicaceae
famille Canellaceae
famille Austrobaileyaceae
famille Amborellaceae
famille Trimeniaceae
famille Chloranthaceae
famille Monimiaceae
famille Gomortegaceae
famille Calycanthaceae
famille Lauraceae
famille Hernandiaceae
famille Lactoridaceae
famille Saururaceae
famille Piperaceae
ordre Ceratophyllales
famille Ceratophyllaceae
ordre Nelumbonales
famille Nelumbonaceae
ordre Paeoniales
famille Paeoniaceae
famille Glaucidiaceae
ordre Berberidales
famille Menispermaceae
famille Lardizabalaceae
famille Sargentodoxaceae
famille Berberidaceae
famille Hydrastidaceae
famille Ranunculaceae
famille Circaeasteraceae
famille Papaveraceae
superordre Nymphaeanae
ordre Nymphaeales
famille Cabombaceae
famille Nymphaeaceae
superordre Rafflesianae
ordre Rafflesiales
famille Hydnoraceae
famille Rafflesiaceae
superordre Caryophyllanae
ordre Caryophyllales
famille Caryophyllaceae
famille Portulacaceae
famille Hectorellaceae
famille Basellaceae
famille Didiereaceae
famille Cactaceae
famille Phytolaccaceae
famille Petiveriaceae
famille Agdestidaceae
famille Barbeuiaceae
famille Achatocarpaceae
famille Stegnospermataceae
famille Nyctaginaceae
famille Aizoaceae
famille Halophytaceae
famille Molluginaceae
famille Chenopodiaceae
famille Amaranthaceae
superordre Theanae
ordre Theales
famille Dilleniaceae
famille Actinidiaceae
famille Paracryphiaceae
famille Stachyuraceae
famille Theaceae
famille Asteropeiaceae
famille Tetrameristaceae
famille Pellicieraceae
famille Chrysobalanaceae
famille Symplocaceae
famille Caryocaraceae
famille Marcgraviaceae
famille Oncothecaceae
famille Aquifoliaceae
famille Phellinaceae
famille Sphenostemonaceae
famille Sarraceniaceae
famille Pentaphylacaceae
famille Clethraceae
famille Cyrillaceae
famille Ochnaceae
famille Quiinaceae
famille Scytopetalaceae
famille Medusagynaceae
famille Strasburgeriaceae
famille Ancistrocladaceae
famille Dioncophyllaceae
famille Nepenthaceae
famille Bonnetiaceae
famille Clusiaceae
famille Elatinaceae
famille Lecythidaceae
ordre Ericales
famille Ericaceae
famille Epacridaceae
famille Empetraceae
ordre Fouquieriales
famille Fouquieriaceae
ordre Styracales
famille Ebenaceae
famille Lissocarpaceae
famille Sapotaceae
famille Styracaceae
ordre Primulales
famille Theophrastaceae
famille Myrsinaceae
famille Primulaceae
famille Plumbaginaceae
ordre Polygonales
famille Polygonaceae
superordre Celastranae
ordre Celastrales
famille Celastraceae
famille Goupiaceae
famille Lophopyxidaceae
famille Stackhousiaceae
famille Corynocarpaceae
superordre Malvanae
ordre Malvales
famille Sterculiaceae
famille Huaceae
famille Elaeocarpaceae
famille Plagiopteraceae
famille Tiliaceae
famille Monotaceae
famille Dipterocarpaceae
famille Sarcolaenaceae
famille Sphaerosepalaceae
famille Bombacaceae
famille Malvaceae
ordre Urticales
famille Ulmaceae
famille Moraceae
famille Cecropiaceae
famille Barbeyaceae
famille Urticaceae
famille Cannabaceae
ordre Rhamnales
famille Rhamnaceae
famille Elaeagnaceae
ordre Euphorbiales
famille Euphorbiaceae
famille Aextoxicaceae
famille Simmondsiaceae
famille Dichapetalaceae
famille Gonystylaceae
famille Thymelaeaceae
superordre Violanae
ordre Violales
famille Bixaceae
famille Cochlospermaceae
famille Cistaceae
famille Violaceae
famille Flacourtiaceae
famille Physenaceae
famille Lacistemataceae
famille Salicaceae
famille Dipentodontaceae
famille Peridiscaceae
famille Scyphostegiaceae
famille Passifloraceae
famille Turneraceae
famille Malesherbiaceae
famille Achariaceae
famille Caricaceae
famille Tamaricaceae
famille Frankeniaceae
famille Cucurbitaceae
famille Begoniaceae
famille Datiscaceae
ordre Brassicales
famille Resedaceae
famille Capparaceae
famille Brassicaceae
famille Salvadoraceae
famille Gyrostemonaceae
ordre Batales
famille Bataceae
superordre Santalanae
ordre Santalales
famille Olacaceae
famille Opiliaceae
famille Medusandraceae
famille Santalaceae
famille Misodendraceae
famille Loranthaceae
famille Eremolepidaceae
famille Viscaceae
ordre Balanophorales
famille Balanophoraceae
famille Cynomoriaceae
superordre Geranianae
ordre Linales
famille Humiriaceae
famille Ctenolophonaceae
famille Hugoniaceae
famille Ixonanthaceae
famille Linaceae
famille Erythroxylaceae
famille Zygophyllaceae
famille Balanitaceae
ordre Rhizophorales
famille Rhizophoraceae
ordre Geraniales
famille Oxalidaceae
famille Geraniaceae
famille Balsaminaceae
famille Tropaeolaceae
famille Limnanthaceae
ordre Polygalales
famille Malpighiaceae
famille Trigoniaceae
famille Vochysiaceae
famille Polygalaceae
famille Krameriaceae
superordre Rutanae
ordre Rutales
famille Rutaceae
famille Rhabdodendraceae
famille Cneoraceae
famille Simaroubaceae
famille Picramniaceae
famille Ptaeroxylaceae
famille Meliaceae
famille Burseraceae
famille Anacardiaceae
famille Leitneriaceae
famille Tepuianthaceae
famille Coriariaceae
famille Sapindaceae
famille Sabiaceae
famille Melianthaceae
famille Akaniaceae
famille Bretschneideraceae
famille Moringaceae
famille Surianaceae
famille Connaraceae
famille Fabaceae
superordre Proteanae
ordre Proteales
famille Proteaceae
superordre Rosanae
ordre Hamamelidales
famille Trochodendraceae
famille Eupteleaceae
famille Cercidiphyllaceae
famille Platanaceae
famille Hamamelidaceae
ordre Casuarinales
famille Casuarinaceae
ordre Balanopales
famille Buxaceae
famille Didymelaceae
famille Daphniphyllaceae
famille Balanopaceae
ordre Bruniales
famille Roridulaceae
famille Bruniaceae
famille Geissolomataceae
famille Grubbiaceae
famille Myrothamnaceae
famille Hydrostachyaceae
ordre Juglandales
famille Rhoipteleaceae
famille Juglandaceae
famille Myricaceae
ordre Betulales
famille Ticodendraceae
famille Betulaceae
famille Nothofagaceae
famille Fagaceae
ordre Rosales
famille Rosaceae
famille Neuradaceae
famille Crossosomataceae
famille Anisophylleaceae
ordre Saxifragales
famille Tetracarpaeaceae
famille Crassulaceae
famille Cephalotaceae
famille Penthoraceae
famille Saxifragaceae
famille Francoaceae
famille Grossulariaceae
famille Vahliaceae
famille Eremosynaceae
famille Lepuropetalaceae
famille Parnassiaceae
famille Stylidiaceae
famille Droseraceae
famille Greyiaceae
famille Diapensiaceae
ordre Podostemales
famille Podostemaceae
ordre Cunoniales
famille Cunoniaceae
famille Davidsoniaceae
famille Staphyleaceae
superordre Cornanae
ordre Hydrangeales
famille Hydrangeaceae
famille Escalloniaceae
famille Carpodetaceae
famille Griseliniaceae
famille Alseuosmiaceae
famille Montiniaceae
famille Brexiaceae
famille Columelliaceae
famille Desfontainiaceae
ordre Cornales
famille Vitaceae
famille Gunneraceae
famille Haloragaceae
famille Cornaceae
famille Curtisiaceae
famille Alangiaceae
famille Garryaceae
famille Aucubaceae
famille Aralidiaceae
famille Eucommiaceae
famille Icacinaceae
famille Metteniusaceae
famille Cardiopteridaceae
famille Peripterygiaceae
ordre Pittosporales
famille Pittosporaceae
famille Byblidaceae
famille Tremandraceae
ordre Araliales
famille Helwingiaceae
famille Torricelliaceae
famille Araliaceae
famille Hydrocotylaceae
famille Apiaceae
ordre Dipsacales
famille Caprifoliaceae
famille Adoxaceae
famille Valerianaceae
famille Triplostegiaceae
famille Dipsacaceae
famille Morinaceae
superordre Asteranae
ordre Asterales
famille Calyceraceae
famille Asteraceae
ordre Campanulales
famille Menyanthaceae
famille Pentaphragmataceae
famille Sphenocleaceae
famille Campanulaceae
famille Goodeniaceae
superordre Solananae
ordre Solanales
famille Solanaceae
famille Duckeodendraceae
famille Goetzeaceae
famille Nolanaceae
famille Convolvulaceae
famille Hydrophyllaceae
famille Boraginaceae
famille Hoplestigmataceae
famille Lennoaceae
famille Tetrachondraceae
famille Polemoniaceae
superordre Loasanae
ordre Loasales
famille Loasaceae
superordre Myrtanae
ordre Myrtales
famille Lythraceae
famille Alzateaceae
famille Rhynchocalycaceae
famille Penaeaceae
famille Oliniaceae
famille Trapaceae
famille Crypteroniaceae
famille Melastomataceae
famille Combretaceae
famille Onagraceae
famille Myrtaceae
superordre Gentiananae
ordre Gentianales
famille Loganiaceae
famille Rubiaceae
famille Dialypetalanthaceae
famille Apocynaceae
famille Gentianaceae
famille Saccifoliaceae
ordre Scrophulariales
famille Oleaceae
famille Buddlejaceae
famille Stilbaceae
famille Bignoniaceae
famille Pedaliaceae
famille Martyniaceae
famille Myoporaceae
famille Scrophulariaceae
famille Gesneriaceae
famille Globulariaceae
famille Plantaginaceae
famille Lentibulariaceae
famille Acanthaceae
famille Callitrichaceae
famille Hippuridaceae
famille Verbenaceae
famille Phrymaceae
famille Symphoremataceae
famille Nesogenaceae
famille Avicenniaceae
famille Lamiaceae
sous-classe Liliidae [= monocotylédones ]
superordre Lilianae
ordre Liliales
famille Melanthiaceae
famille Campynemataceae
famille Alstroemeriaceae
famille Colchicaceae
famille Liliaceae
famille Trilliaceae
famille Iridaceae
ordre Burmanniales
famille Burmanniaceae
famille Corsiaceae
ordre Asparagales
famille Asparagaceae
famille Luzuriagaceae
famille Asphodelaceae
famille Aphyllanthaceae
famille Phormiaceae
famille Tecophilaeaceae
famille Lanariaceae
famille Hemerocallidaceae
famille Asteliaceae
famille Hanguanaceae
famille Agavaceae
famille Hostaceae
famille Blandfordiaceae
famille Dasypogonaceae
famille Xanthorrhoeaceae
famille Ixioliriaceae
famille Hyacinthaceae
famille Alliaceae
famille Amaryllidaceae
famille Hypoxidaceae
famille Velloziaceae
famille Cyanastraceae
famille Eriospermaceae
ordre Dioscoreales
famille Philesiaceae
famille Rhipogonaceae
famille Petermanniaceae
famille Smilacaceae
famille Dioscoreaceae
famille Trichopodaceae
famille Stemonaceae
famille Taccaceae
ordre Orchidales
famille Orchidaceae
superordre Hydatellanae
ordre Hydatellales
famille Hydatellaceae
superordre Triuridanae
ordre Triuridales
famille Triuridaceae
superordre Alismatanae
ordre Alismatales
famille Butomaceae
famille Alismataceae
famille Hydrocharitaceae
ordre Potamogetonales
famille Aponogetonaceae
famille Scheuchzeriaceae
famille Juncaginaceae
famille Potamogetonaceae
famille Posidoniaceae
famille Cymodoceaceae
famille Zannichelliaceae
famille Zosteraceae
superordre Aranae
ordre Acorales
famille Acoraceae
ordre Arales
famille Araceae
famille Lemnaceae
superordre Cyclanthanae
ordre Cyclanthales
famille Cyclanthaceae
superordre Pandananae
ordre Pandanales
famille Pandanaceae
superordre Arecanae
ordre Arecales
famille Arecaceae
superordre Commelinanae
ordre Bromeliales
famille Bromeliaceae
ordre Philydrales
famille Philydraceae
famille Pontederiaceae
famille Haemodoraceae
ordre Typhales
famille Typhaceae
ordre Zingiberales
famille Musaceae
famille Strelitziaceae
famille Lowiaceae
famille Heliconiaceae
famille Zingiberaceae
famille Costaceae
famille Cannaceae
famille Marantaceae
ordre Commelinales
famille Rapateaceae
famille Xyridaceae
famille Commelinaceae
famille Mayacaceae
famille Eriocaulaceae
ordre Juncales
famille Thurniaceae
famille Juncaceae
famille Cyperaceae
ordre Poales
famille Flagellariaceae
famille Joinvilleaceae
famille Restionaceae
famille Ecdeiocoleaceae
famille Centrolepidaceae
famille Poaceae